# 投資と学習を普及・推進する会
特定非営利活動法人投資と学習を普及・推進する会（とくていひえいりかつどうほうじんとうしとがくしゅうをふきゅう・すいしんするかい）は、証券および証券投資に関する、知識の普及や啓発活動を行うことを通じて、多数の個人投資家の育成に寄与すべく2002年（平成14年）6月に設立された、特定非営利活動法人（NPO法人）である。所在地は東京都中央区。略称はエイプロシス。Association for PROmoting Securities Investment and Studyの頭字語、APROSISに由来する。2016年6月に活動終了し、現在の事業は日本証券業協会が引き継がれている。
活動拠点は東京、大阪、名古屋、札幌、仙台、金沢、広島、高松、福岡の全国9か所。

## 活動内容
主な活動内容としては、
1. 講師派遣サービス
公的機関（公民館、生涯学習センターなど）、企業、労働組合、中・高・大学、個人グループ、地域サークル、全国各地のカルチャーセンター等を対象に、証券カウンセラーを派遣
2. 主催講座の開催
投資未経験者向け入門講座（株式、投資信託など）や初心者向けの講座を、全国主要都市にて定期的に開催
3. 証券投資・学習相談コーナーの開設
投資未経験者や初心者のために証券投資・学習コーナーを開設
4. 投資クラブの支援　
投資クラブに講師（投資クラブ相談員）を派遣し、勉強会や投資クラブの設立・運営に関して相談員が支援

などがある。
いずれもボランティア要員（170名超）の協力を得て、証券と証券投資に関する知識の普及・啓発活動を行っている。
活動を行なうにあたっては、日本証券業協会や東京証券取引所を始めとする各証券取引所、その証券関係団体の支援、協力を得ている。
主な活動内容の報告については、ホームページ及び年4回（1月、4月、7月、10月）発行する会報を通じて実施している。